# Haley Lu Richardson
Haley Lu Richardson (* 7. března 1995, Phoenix, Arizona, Spojené státy americké) je americká herečka. Objevila se ve filmech jako Hořkých sedmnáct (2016), Holky sobě (2017) a Five Feet Apart (2019). V roce 2022 účinkovala v komediálně-dramatickém seriálu Bílý lotos.

## Životopis
Richardson se narodila ve Phoenixu v Arizoně. Je dcerou Valerie a Forresta L. Richardsona. Navštěvovala školu Villa Montessori a později Arcardia High School. V dospívání hrála v divadelních produkcích po celém jihozápadu Spojených států. Od roku 2001 do roku 2011 byla hlavní tanečnicí společnosti Cennedy Dance Company se základnou ve Phoenixu. V roce 2011 se přestěhovala do Hollywoodu v Kalifornii.

## Kariéra
V roce 2013 získala vedlejší roli Tess v seriálu stanice Freeform Ravenswood. Seriál byl však po první sérii zrušen. Objevila se ve filmech The Last Survivors, The Young Kieslowski a The Bronze. Hostující roli získala v seriálu Na parket! a zahrála si v pilotní epizodě seriálu Adopted. Po boku Jacka Falaheeho si zahrála v televizním filmu Escape from Polygamy.
V roce 2013 založila značku Hooked by Haley Lu, řadu pletených čepek a doplňkových produků, které prodává exkluzivně v Hollywoodu. Produkty sama navrhuje.
V roce 2016 si zahrála v úspěšném filmu Hořkých sedmnáct. V roce 2017 si zahrála po boku Johna Cho ve filmu Columbus. Za roli byla nominována na cenu Gotham Independent Film Awards v kategorii nejlepší herečka. O rok později si zahrála v komediálním filmu Holky sobě. V roce 2019 si zahrála hlavní roli v dramatickém filmu Five Feet Apart, po boku Cole Sprouse.

## Osobní život
Od dubna roku 2018 je zasnoubená s kanadským hercem Brettem Dierem. Dvojice spolu chodí od roku 2014.

## Filmografie

### Film
| Rok  | Název                                              | Role            | Poznámky                               |
| ---- | -------------------------------------------------- | --------------- | -------------------------------------- |
| 2012 | Meanamorphosis                                     | Cameron         | krátkometrážní film                    |
| 2014 | The Last Survivors                                 | Kendal          |                                        |
| 2014 | The Young Kieslowski                               | Leslie Mallard  |                                        |
| 2015 | The Bronze                                         | Maggie Townsend |                                        |
| 2015 | Follow                                             | Viv             | krátkometrážní film                    |
| 2016 | Hořkých sedmnáct                                   | Krista          |                                        |
| 2016 | Rozpolcený                                         | Claire          |                                        |
| 2017 | Columbus                                           | Casey           |                                        |
| 2018 | Holky sobě                                         | Maci            |                                        |
| 2018 | Operation Finale                                   | Sylvia Herman   |                                        |
| 2018 | The Chaperone                                      | Louise Brooks   |                                        |
| 2019 | Five Feet Apart                                    | Stella          |                                        |
| 2020 | Netěhotná                                          | Veronica Clarke |                                        |
| 2021 | After Yang                                         | Ada             |                                        |
| 2021 | Příběh z Montany                                   | Erin            |                                        |
| 2023 | The Statistical Probability of Love at First Sight | Hadley Sullivan | postprodukce; také výkonná producentka |

### Televize
| Rok       | Název                                     | Role                     | Poznámky                        |
| --------- | ----------------------------------------- | ------------------------ | ------------------------------- |
| 2012      | Up in Arms                                | tanečnice / choreografka | díl: „Flash Mob Parody Special“ |
| 2012      | Supertornádo                              | Kaitlyn                  | televizní film                  |
| 2013      | Na parket!                                | tanečnice                | díl: „Quit It Up“               |
| 2013      | Adopted                                   | Destiny                  | nevysílaný pilot                |
| 2013      | Escape from Polygamy                      | Julina                   | televizní film                  |
| 2013–2014 | Ravenswood                                | Tess Hamilton            | 5 dílů                          |
| 2014      | Nešika                                    | Mackenzie                | díl: „Sophomore Sluts“          |
| 2015      | Zákon a pořádek: Útvar pro zvláštní oběti | Jenna Davis              | díl: „Decaying Morality“        |
| 2015      | Naši nebo vaši                            | Maya                     | díl: „Pilot“                    |
| 2016      | Recovery Road                             | Ellie Dennis             | vedlejší role, 6 dílů           |
| 2019      | Jane the Virgin                           | Charlie                  | 2 díly                          |
| 2022      | Bílý lotos                                | Portia                   | hlavní role (2. řada)           |